# Кјеза (Белуно)
Кјеза (итал. Chiesa) је насеље у Италији у округу Белуно, региону Венето.
Према процени из 2011. у насељу је живело 90 становника. Насеље се налази на надморској висини од 1241 м.